# Potopite „Distrojer”!
Potopite „Distrojer!” (ital. Affondate il “Destroyer”!) 52. je naslov sveske iz edicije Odabrane priče strip junaka Zagora objavljena u izdanju Veselog četvrtka. Na kioscima u Srbiji se pojavila 25. juna 2020. godine. Koštala je 580 dinara (4,93 evra), a imala je 320 strana. Ova epizoda objavljena je 1980. godine u Zlatnoj seriji u pet nastavaka.

## Originalna epizoda
Originalno je ova epizoda objavljena u pet nastavka u izdanju Bonelija u Italiji 1979. godine:
- 161. Il tirano del lago
- 162. Patuglia eroica
- 163. Affondate il "Destroyer"!
- 164. Colpo di scena
- 165. La resa dei conti

Scenario se prepisuje Deču Kanciju na ideju Gvida Nolite dok su crtež radili Franko Donateli i Frančesko Gamba.

## Prvo objavljivanje u Srbiji
Ova epizoda je premijerno objavljena u Zlatnoj seriji u Srbiji (bivšoj Jugoslaviji) u januaru i februaru 1980. godine u sledećim sveskama:
- 498. Tvrdava na moru
- 499. Eksploziv A-Z119
- 506. Sedmorica neustrašivih
- 507. Izvidnica straha
- 508. Obračun kod Big Beja